# ITU G.993.2
ITU G.993.2 è lo standard ITU che nel dicembre del 2011 ha definito la VDSL2, una tecnologia DSL che raggiunge bit rate simmetriche fino a 250 Mbit/s su doppino in rame.